# Ariano Suassuna

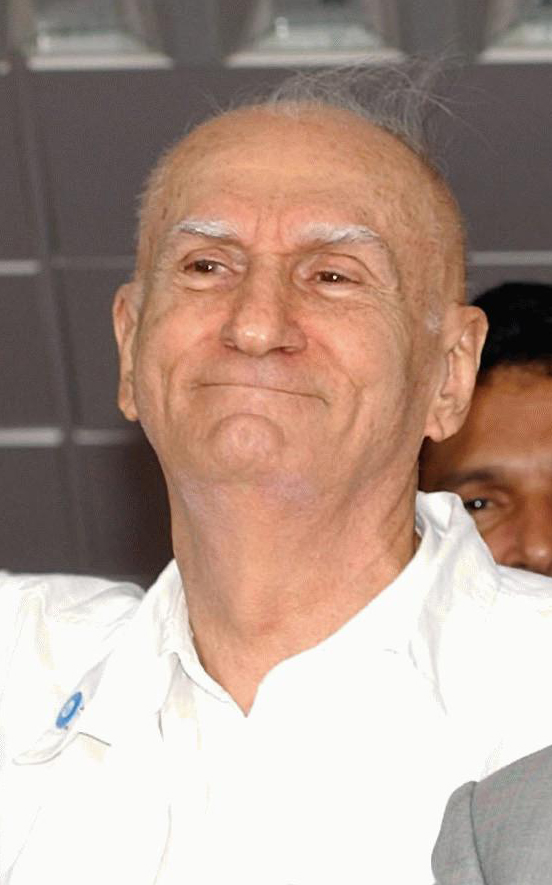
Ariano Suassuna

Ariano Vilar Suassuna (* 16. Juni 1927 in Paraíba, seit 1930 João Pessoa; † 23. Juli 2014 in Recife) war ein brasilianischer Schriftsteller und Dramatiker. Sein Werk umfasst Theaterstücke, Romane und Lyrik.

## Leben
Ariano Suassuna war Sohn des Präsidenten des Bundesstaats Paraíba, João Suassuna, der in der Revolution 1930 von politischen Gegnern ermordet wurde. Die Ermordung schrieb Ariano Suassuna dem Umfeld des Nachfolgers seines Vaters, des ebenfalls im Jahr 1930 ermordeten João Pessoas zu.
Ariano Suassuna absolvierte Sekundarschule und College in Recife, u. a. am amerikanischen Baptistencolleg. Schon früh fiel er durch sein schauspielerisches Talent auf. In den 1940er Jahren konvertierte Suassuna, der formal Calvinist, tatsächlich aber Agnostiker war, zum Katholizismus. Seit 1945 studierte er in Recife Jura und lernte den späteren Drehbuchautor Hermilo Borba Filho kennen, mit dem er das Studententheater Teatro do Estudante de Pernambuco gründete. Ihr erstes Stück im Jahr 1947 trug den Titel Uma mulher vestida de Sol. 1950 schloss er sein Studium ab und praktizierte als Anwalt, hörte aber nie auf, für das Theater zu schreiben. 1955 schrieb er mit Auto da Compadecida das heute als wichtigstes geltende Werk, das in ganz Brasilien gespielt wurde und in zahlreichen Versionen für Film und Fernsehen bearbeitet wurde. 1956 wurde er Professor für Ästhetik an der Universidade Federal de Pernambuco (Bundesuniversität von Pernambuco) in Recife, und übte dieses Amt bis zu seinem Ruhestand 1994 aus. Dazwischen schloss er von 1957 bis 1959 ein Philosophiestudium an der Universidade Católica de Pernambuco (Katholische Universität von Pernambuco) ab und gründete 1959, wieder gemeinsam mit Hermilo Borba Filho, das Teatro Popular do Nordeste (Volkstheater des Nordostens) und belebte auch das Musikleben und die Tanzkultur in Recife. Mehrere Sambaschulen machten ihn und sein Werk öfter zum Thema ihrer Auftritte.

## Vertreter eines literarischen Neobarock
Suassunas Werk ist durch den Katholizismus geprägt. Sein Theater kann als Vertreter eines lateinamerikanischen literarischen Neobarock angesehen werden, der seine Zuhörer und Leser mit dem Verfahren der Unterwerfung unter mächtige mythische Personifikationen (Dämonen, Teufel, Weiblichkeit, Tod) in den Bann ziehen will, indem er nicht auf Deutung von Allegorien, sondern – darin dem Jesuitentheater nicht unähnlich – auf die Auslösung körperlicher Gefühle und Emotionen zielt.

## Begründer der Armorial-Bewegung
Einer seiner größten Beiträge zur brasilianischen Kultur war die Gründung der sogenannten Armorial-Bewegung, die sich zum Ziel gesetzt hat, das Wissen um die traditionellen volkstümlichen Ausdrucksformen weiterzuentwickeln und daraus eine arte erudita, eine hohe und gebildete Kunst, zu schaffen. Die Literatura de Cordel gilt als das Flaggschiff dieser Bewegung. Für den Dramatiker waren diese traditionellen Verse aus Brasiliens Nordosten die vollständigste künstlerische Manifestation der brasilianischen Volkskultur:

„Im Folheto (de cordel) sind drei Künste verdichtet: die Literatur, durch die erzählende Poesie, die es in ihnen gibt, die plastische Kunst, weil die Gravur auf der Titelseite einen Weg zu den plastischen Künsten Brasiliens weisen kann, und die Musik, weil sie gesungen und normalerweise von Viola und Rabeca begleitet wird.“

## Werke (Auswahl)

### Bühnenstücke
- Uma mulher vestida de Sol (1947)
- Cantam as harpas de Sião ou O desertor de Princesa (1948)
- Os homens de barro (1949)
- Auto de João da Cruz (1950)
- Torturas de um coração (1951)
- O arco desolado (1952)
- O castigo da soberba, (1953)
- O Rico Avarento (1954)
- Auto da Compadecida (1955; deutsch: Das Testament des Hundes oder das Spiel von Unserer Lieben Frau der Mitleidvollen, übersetzt von Willy Keller)
- O casamento suspeitoso (1957)
- O santo e a porca (1957)
- O homem da vaca e o poder da fortuna (1958)
- A pena e a lei (1959)
- Farsa da boa preguiça (1960)
- A Caseira e a Catarina (1962)
- As conchambranças de Quaderna (1987)

### Romane
- A História de amor de Fernando e Isaura (1956/1994)
- Romance d’A Pedra do Reino e o Príncipe do Sangue do Vai-e-Volta (1971; deutsch: Der Stein des Reiches oder die Geschichte des Fürsten vom Blut des Geh-und-kehr-zurück, übersetzt durch Georg Rudolf Lind)
- História d'O Rei Degolado nas caatingas do sertão/Ao sol da Onça Caetana, (1976).

### Lyrik
- O pasto incendiado (1945–1970)
- Ode (1955)
- Sonetos com mote alheio (1980)
- Sonetos de Albano Cervonegro (1985)
- Poemas (1999)

## Auszeichnungen
- 1950: Prêmio Martins Pena für Auto de João da Cruz
- 1955: Goldmedaille der Associação Brasileira de Críticos Teatrais für Auto da Compadecida
- 1961: Prêmio Vânia Souto de Carvalho für O casamento suspeitoso
- 1964: Goldmedaille der Associação Paulista de Críticos Teatrais für O santo e a porca
- 1990: Aufnahme in die Academia Brasileira de Letras
- 1993: Aufnahme in die Academia Pernambucana de Letras
- 2000: Aufnahme in die Academia Paraibana de Letras
- 2000: Ehrendoktorwürde der Universidade Federal do Rio Grande do Norte